# Белов, Сергей Владимирович
Серге́й Влади́мирович Бело́в (23 июня 1936, Ленинград — 7 ноября 2019, Санкт-Петербург) — советский и российский литературовед, достоевист, мемуарист и книговед. Автор многих исследований о жизни, творчестве и библиографии Ф. М. Достоевского.
Внёс значительный вклад в изучение истории отечественной культуры, главным образом, русской литературы. Известен также своими исследованиями и публикациями по истории книгопечатания.

## Биография
Родился в семье советских служащих, оба родителя состояли членами ВКП(б). С началом Великой Отечественной войны, отец ушёл в Красную армию добровольцем и прошёл войну, участие в которой морально сломили его (он стал злоупотреблять алкоголем). Мать много лет была директором пионерского лагеря «Аврора» в Рощино под Ленинградом. Предки по материнской линии, Рапопорт, жили в Белоруссии, куда бежали от еврейских погромов из Риги. Оказавшись в оккупации после начала Великой Отечественной войны, они погибли от рук оккупантов и их приспешников.
Детство Сергея прошло на 5-й Советской улице (жил в д. 9). Во время Ленинградской блокады находился в эвакуации в Ярославле. В школу пошёл по возвращении из неё в 1944 году. Учился в школе № 161, в одном классе с Эдуардом Цукерником. К чтению пристрастился в школьные годы, книги доставал в читальном зале Государственной публичной библиотеки, большая библиотека была также и у отца.
Окончил филологический факультет ЛГПИ им. А. И. Герцена, однокурсником был Александр Кушнер. По окончании работал учителем в деревне Чакола Архангельской области.
В 1956 году, ещё в студенческие годы, под влиянием А. С. Долинина увлёкся Достоевским. Прослушал спецкурс Г. А. Бялого по Достоевскому в Ленинградском университете.
С 1977 года работал в Российской национальной библиотеке, где в последние годы занимал должность ведущего научного сотрудника Отдела истории библиотечного дела (ОИБД).
Кандидат исторических наук (1973), тема диссертации «Издательская деятельность П. П. Сойкина : из истории книжного дела в России». Доктор исторических наук (1988), тема диссертации «Издательское дело в России во второй половине XIX — начале XX в. : Основные проблемы и тенденции развития», профессор, действительный член Академии гуманитарных наук.
В 1966 году принимал приехавшего в Ленинград Генриха Бёлля.
Был членом Союза российских писателей и Международного Общества Ф. М. Достоевского (International Dostoevsky Society).

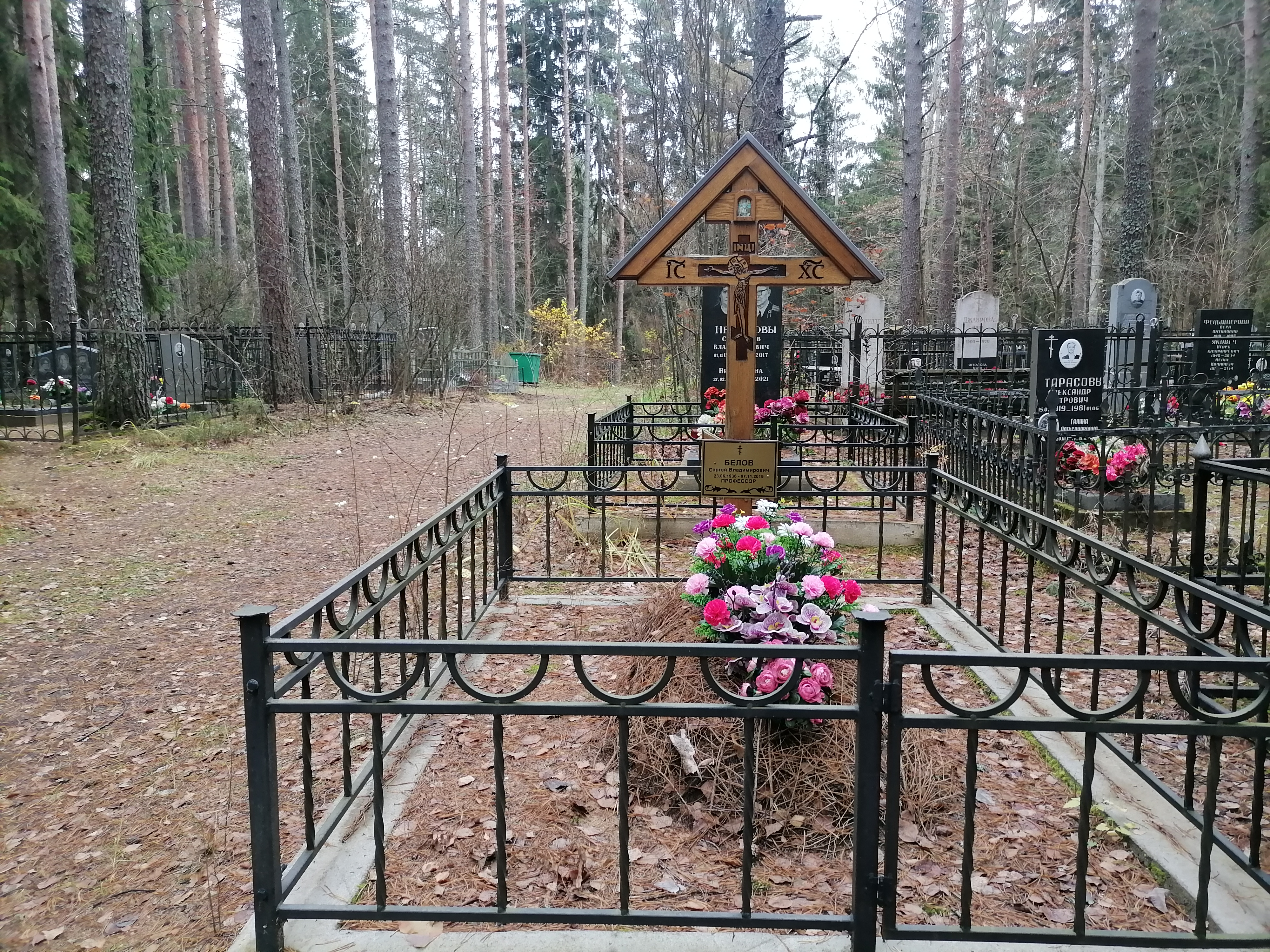
Могила на Зеленогорском кладбище

Ушёл из жизни 7 ноября 2019 года. Похоронен на Зеленогорском кладбище (6 уч.). Жил в Петербурге, Среднеохтинский проспект, 51.

## Научная деятельность
Основная сфера интересов — жизнь и творчество Ф. М. Достоевского. Книги: «Роман Ф. М. Достоевского „Преступление и наказание“. Комментарий» (1979), «Романтика книжных поисков» (1986), «Жена писателя. Последняя любовь Ф. М. Достоевского» (1986), «Федор Михайлович Достоевский» (1990).

## Награды и премии
Лауреат премии Правительства РФ 2006 года в области культуры за энциклопедический словарь «Ф. М. Достоевский и его окружение»,
Заслуженный работник культуры Российской Федерации (2006).
Награждён Медалью «В память 300-летия Санкт-Петербурга» (2003).

## Основные труды
- Белов С. В. Книгоиздатели Сабашниковы / Худож. А. Бобров. — М.: Московский рабочий, 1974. — 176 с. — 35 000 экз.
- Белов С. Искусство медленного чтения : (по страницам «Преступления и наказания») / С. Белов // Литература и ты. Вып. 6.- М.: Молодая гвардия, 1977.- С. 243—246
- Белов С. В. Достоевский и театр, 1846–1977 : библиогр. указ.. — Л., 1980. — 179 с.
- Белов С. В. Братья Гранат. — М.: Книга, 1982 . — 96 с.
- Белов С. В. Меня спасла каторга : повесть о Достоевском и петрашевцах. — СПб.: Издательство Санкт-Петербургского государственного университета, 2000. — 147 с. — ISBN 5-288-02261-5.
- Белов С. В. Ф. М. Достоевский и его окружение : энциклопедический словарь. — СПб.: Алетейя, 2001. — Т. 1. — 573 с. — ISBN 5-89329-380-0.
- Белов С. В. Ф. М. Достоевский и его окружение : энциклопедический словарь. — СПб.: Алетейя, 2001. — Т. 2. — 541 с. — ISBN 5-89329-379-7.
- Белов С. В. Вокруг Достоевского. Статьи, находки и встречи за тридцать пять лет. — СПб.: Издательский дом Санкт-Петербургского государственного университета, 2001. — 448 с. — ISBN 5-288-02262-3.
- Белов С. В. Петербург Достоевского. — СПб.: Алетейя, 2002. — 372 с. — ISBN 5893295137.
- Белов С. В. Полвека с Достоевским : воспоминания. — СПб.: Издательство Санкт-Петербургского государственного университета, 2007. — 213 с. — ISBN 978-5-288-04390-1.
- Белов С. В. Роман Ф. М. Достоевского «Преступление и наказание» : комментарий / под ред. Д. С. Лихачева. — 3-е, испр. и доп.. — М.: URSS, 2009. — 239 с. — ISBN 978-5-484-01161-2.
- Белов С. В. Жена писателя. Последняя любовь Ф. М. Достоевского. — М.: URSS : КомКнига, 2010. — 224 с. — ISBN 978-5-484-01158-2.
- Белов С. В. Федор Михайлович Достоевский. — 2-е. — М.: URSS : Либроком, 2010. — 216 с. — ISBN 978-5-397-01532-5.
- Белов С. В. Ф. М. Достоевский : энциклопедия. — 2-е. — М.: Просвещение, 2010. — 743 с. — ISBN 978-5-09-015916-6.
- Белов С. В. Ф. М. Достоевский. Указатель произведений Ф. М. Достоевского и литературы о нем на русском языке, 1844—2004 гг. / С. В. Белов. — СПб.: Российская национальная библиотека, 2011. — 755 с. — ISBN 978-5-8192-0391-0.

## Семья
Жена (с 1962) — Екатерина Сергеевна, урождённая Кибардина (1937—2003) — преподаватель русского и немецкого языков, переводчик. Есть дочь.